# I.C. Møllerparken
I.C. Møllerparken (tidligere Vor Frelser Kirkegård) er en offentlig park i det centrale Esbjerg, tæt på gågaden Kongensgade og Torvet. Parken ligger i umiddelbar tilknytning til Vor Frelsers Kirke, på det område der fra 1884 frem til 1995 var fungerende kirkegård for Esbjerg by. Parkens hovedattraktion er en af Esbjergs få vandkunstinstallationer, Vandstenen, der er beliggende på langsiden ud mod Kirkegade, på akse med Norgesgade.

## Historie
Den oprindelige kirkegård blev taget i brug d. 22. juli 1884, 3 år før indvielsen af kirken, der stod færdig i 1887. Anlæggelsen af kirkegården skete dog først efter en hård kamp for Esbjergs borgere, der i de første mange år af byens levetid måtte helt til Jerne for at begrave deres afdøde og deltage i kirkelige handlinger. 
Savnet af en kirkegård havde været så stort, at ni familier i december 1884 valgte at flytte 14 afdøde fra kirkegården i Jerne til den nyanlagte bykirkegård.
I kirkegårdens fungerende tid, var der helt op til 1800 registrerede grave (1956/1957), og den sidste begravelse fandt sted i 1971. Man var dog allerede i april 1959 så småt begyndt omdannelsen fra kirkegård til park, ved at sløjfe hækafgrænsningen mellem de gamle grave der lå ud til Kirkegade. I forbindelse med overgangen fra fungerende kirkegård til egentligt rekreativt område i 1995, blev området renoveret således, at det fremstod mindre som kirkegård og mere som park. Dette indebar blandt andet at de resterende gravomkransninger blev fjernet, og at støbejernsrækværket omkring området blev taget ned. 

## Nyere tid
I løbet af 2012/2013 blev området gennemgribende renoveret, og genåbnet som en offentlig park den 22. juni 2013. Omstruktureringen bevarede omkring 150 gravsten, der inkluderer mange fremtrædende personer fra Esbjergs tidlige historie. En af disse er erhvervsmanden Jens Christian Møller, som har lagt navn til parken. Han var stifter og direktør i A/S I C Møller, som opførte og drev havnens første frysehus, og var med til at etablere frysekapacitet i havne i både Danmark,. Norge og Sverige.
J.C. Møller indstiftede inden sin død Esbjerg Fonden, som ved fejring af fondens 50 års jubilæum i 2012 sponsorerede halvdelen af udgifterne til parkens renovering.
I folkemunde benævnes parken stadig ofte Den gamle kirkegård eller Kirkegården ved Nørregade, til trods for at parkens officielle navn er I.C. Møllerparken.

## Galleri
- J.C. Møllers gravsten på I.C. Møllerpladsen
- Vue ind over I.C. Møllerpladsen mod nord-vest
- Gravsten på græsplanen og langs randen mod  Jyllandsgade
- Springvandet Vandstenen set mod syd fra Danmarksgade